# Lijst van rijksmonumenten in Boukoul
De plaats Boukoul telt 27 inschrijvingen in het rijksmonumentenregister. Hieronder een overzicht.
| Object                                                                    | Oorspronkelijke functie?  | Bouwjaar                                 | Architect | Locatie                       | Coördinaten?                 | Nr.?   | Afbeelding                      |
| ------------------------------------------------------------------------- | ------------------------- | ---------------------------------------- | --------- | ----------------------------- | ---------------------------- | ------ | ------------------------------- |
| Kasteel Hillenraad                                                        | Kasteel, buitenplaats     | late middeleeuwen (kern) 17e en 18e eeuw |           | Hillenraederlaan 12           | 51° 13' 18" NB, 6° 2' 2" OL  | 339679 | Meer afbeeldingen               |
| Hillenraad: tuin- en parkaanleg                                           | Tuin, park en plantsoen   | 1774 of 17e eeuw                         |           | Hillenraederlaan bij 12       | 51° 13' 19" NB, 6° 2' 6" OL  | 339684 | Hillenraad: tuin- en parkaanleg |
| Hillenraad: stuw met palen aan de zuidwestelijke hoek van de buitengracht | Tuin, park en plantsoen   |                                          |           | Hillenraederlaan bij 12       | 51° 13' 9" NB, 6° 2' 9" OL   | 339723 | Upload foto                     |
| Hillenraad: brug over de buitengracht naar het voorplein                  | Kasteel, buitenplaats     | 17e eeuw                                 |           | Hillenraederlaan bij 14       | 51° 13' 15" NB, 6° 2' 3" OL  | 339730 | Meer afbeeldingen               |
| Hillenraad: bijgebouwen                                                   | Bijgebouwen kastelen enz. | 17e eeuw                                 |           | Hillenraederlaan 14           | 51° 13' 19" NB, 6° 2' 6" OL  | 339742 | Meer afbeeldingen               |
| Hillenraad: walmuren                                                      | Kasteel, buitenplaats     | na 1920                                  |           | Hillenraederlaan tegenover 12 | 51° 13' 19" NB, 6° 2' 6" OL  | 339748 | Meer afbeeldingen               |
| Hillenraad: twee banken                                                   | Tuin, park en plantsoen   | vroeg 20e eeuw                           |           | Hillenraederlaan tegenover 16 | 51° 13' 18" NB, 6° 2' 6" OL  | 339753 | Meer afbeeldingen               |
| Hillenraad: muurtje met tuinornament                                      | Tuin, park en plantsoen   | ca. 1922                                 |           | Hillenraederlaan tegenover 16 | 51° 13' 18" NB, 6° 2' 6" OL  | 339758 | Upload foto                     |
| Hillenraad: brug met wapenleeuwen over de binnengracht                    | Kasteel, buitenplaats     | ca. 1910                                 |           | Hillenraederlaan tegenover 12 | 51° 13' 15" NB, 6° 2' 3" OL  | 339763 | Meer afbeeldingen               |
| Hillenraad: doorgang naar siertuin                                        | Tuin, park en plantsoen   | 1920-1925                                |           | Hillenraederlaan bij 16       | 51° 13' 18" NB, 6° 2' 6" OL  | 339768 | Meer afbeeldingen               |
| Hillenraad: balustrades met wapenleeuwen                                  | Tuin, park en plantsoen   | ca. 1910                                 |           | Hillenraederlaan bij 16       | 51° 13' 18" NB, 6° 2' 6" OL  | 339774 | Upload foto                     |
| Hillenraad: bedrijfsgebouwtje                                             | Bijgebouwen kastelen enz. | vermoedelijk 18e eeuw, verbouwd          |           | Hillenraederlaan bij 14       | 51° 13' 19" NB, 6° 2' 6" OL  | 339779 | Upload foto                     |
| Hillenraad: muur met doorgang tussen het achtererf en de moestuin         | Tuin, park en plantsoen   |                                          |           | Hillenraederlaan bij 14       | 51° 13' 19" NB, 6° 2' 6" OL  | 339784 | Upload foto                     |
| Hillenraad: tuinhuis in de voormalige moestuin                            | Bijgebouwen kastelen enz. | tweede kwart 18e eeuw                    |           | Hillenraederlaan tegenover 14 | 51° 13' 16" NB, 6° 2' 8" OL  | 339796 | Meer afbeeldingen               |
| Hillenraad: twee palen                                                    | Tuin, park en plantsoen   |                                          |           | Hillenraederlaan tegenover 14 | 51° 13' 15" NB, 6° 2' 7" OL  | 339797 | Upload foto                     |
| Hillenraad: vier vazen                                                    | Tuin, park en plantsoen   | na 1909                                  |           | Hillenraederlaan tegenover 16 | 51° 13' 15" NB, 6° 2' 7" OL  | 339809 | Upload foto                     |
| Hillenraad: bordes met balustrades aan de zuidelijke buitengracht         | Tuin, park en plantsoen   | na 1909                                  |           | Hillenraederlaan tegenover 16 | 51° 13' 18" NB, 6° 2' 3" OL  | 339814 | Upload foto                     |
| Hillenraad: sokkel op het bordes aan de zuidelijke buitengracht           | Tuin, park en plantsoen   | na 1909                                  |           | Hillenraederlaan tegenover 16 | 51° 13' 14" NB, 6° 2' 6" OL  | 339821 | Upload foto                     |
| Hillenraad: sokkel in het sterrebos                                       | Tuin, park en plantsoen   | na 1925 (geplaatst)                      |           | Hillenraederlaan bij 12       | 51° 13' 15" NB, 6° 2' 11" OL | 339826 | Upload foto                     |
| Bakstenen wegkappeltje en crucifix                                        | Kapel                     | 1852 (wegkappeltje) ca. 1700 (crucifix)  |           | Beneden Boukoul 22            | 51° 12' 55" NB, 6° 2' 43" OL | 34977  | Meer afbeeldingen               |
| Zuidewijk Spick: kasteelboerderij                                         | Kasteel, buitenplaats     | 17e/18e/19e eeuw                         |           | Raaystraat 1                  | 51° 12' 29" NB, 6° 2' 46" OL | 524300 | Meer afbeeldingen               |
| Zuidewijk Spick: parkaanleg                                               | Tuin, park en plantsoen   | 19e eeuw                                 |           | Raaystraat bij 1              | 51° 12' 29" NB, 6° 2' 48" OL | 524304 | Upload foto                     |
| Zuidewijk Spick: bijgebouwen                                              | Bijgebouwen kastelen enz. | 18e eeuw                                 |           | Raaystraat bij 1              | 51° 12' 29" NB, 6° 2' 45" OL | 524361 | Upload foto                     |
| Zuidewijk Spick: muur en poort                                            | Tuin, park en plantsoen   | 18e eeuw                                 |           | Raaystraat bij 1              | 51° 12' 29" NB, 6° 2' 49" OL | 524380 | Upload foto                     |
| Zuidewijk Spick: toegangsbrug                                             | Tuin, park en plantsoen   | 1848                                     |           | Raaystraat bij 1              | 51° 12' 30" NB, 6° 2' 47" OL | 524381 | Upload foto                     |
| Graeterhof                                                                | Tuin, park en plantsoen   | 1854                                     |           | Graeterweg 23                 | 51° 12' 58" NB, 6° 2' 18" OL | 524394 | Upload foto                     |
| Zuidewijk Spick: Twee bakstenen hekpijlers                                | Tuin, park en plantsoen   | laatste helft 19e eeuw                   |           | Raaystraat bij 1              | 51° 12' 28" NB, 6° 2' 45" OL | 528924 | Upload foto                     |